# Прохазкова, Алена
Алена Прохазкова (словац. Alena Procházková; род. 9 августа 1984, Банска-Бистрица) — словацкая лыжница, участница пяти Олимпийских игр (2006, 2010, 2014, 2018, 2022) и десяти чемпионатов мира (2003—2021), победительница этапа Кубка мира, многократная чемпионка Универсиады. Наиболее сильна в спринтерских гонках.

## Карьера
В лыжном Кубке мира Прохазкова дебютировала в декабре 2004 года, в январе 2009 года первый, и пока единственный раз победила на этапе Кубка мира, в спринте. Кроме победы на сегодняшний момент имеет 5 попаданий в тройку лучших на этапах Кубка мира, все в спринте. Лучшим достижением Прохазковой в общем итоговом зачёте Кубка мира является 18-е место в сезоне 2008/09.
На Олимпиаде-2006 в Турине, стартовала в трёх гонках: дуатлон 7,5+7,5 км — 46-е место, 10 км классическим стилем — 28-е место и спринт — 23-е место.
На Олимпиаде-2010 в Ванкувере стала 18-й в спринте, а гонку на 10 км классическим стилем была вынуждена пропустить из-за бронхита.
За свою карьеру принимала участие в десяти подряд чемпионатах мира (2003, 2005, 2007, 2009, 2011, 2013, 2015, 2017, 2019, 2021), лучший результат — 6-е место в спринте на чемпионате мира 2011 года. В 2007 году стала чемпионкой мира среди юниоров (в возрастной категории до 23 лет) в спринте на 1,3 км классическим стилем.
Многократная чемпионка Словакии:
- масс-старт на 15 км свободным стилем — 2013[2], 2014[3], 2019;
- спринт на 1,2 км классическим стилем — 2017[4].

Использует лыжи производства фирмы Fischer, ботинки и крепления Salomon. Выступает за лыжный клуб университета Матея Бела. С 1991 по 2000 год училась в школе города Банска-Бистрица на улице Гольянова.